# 南特美術館

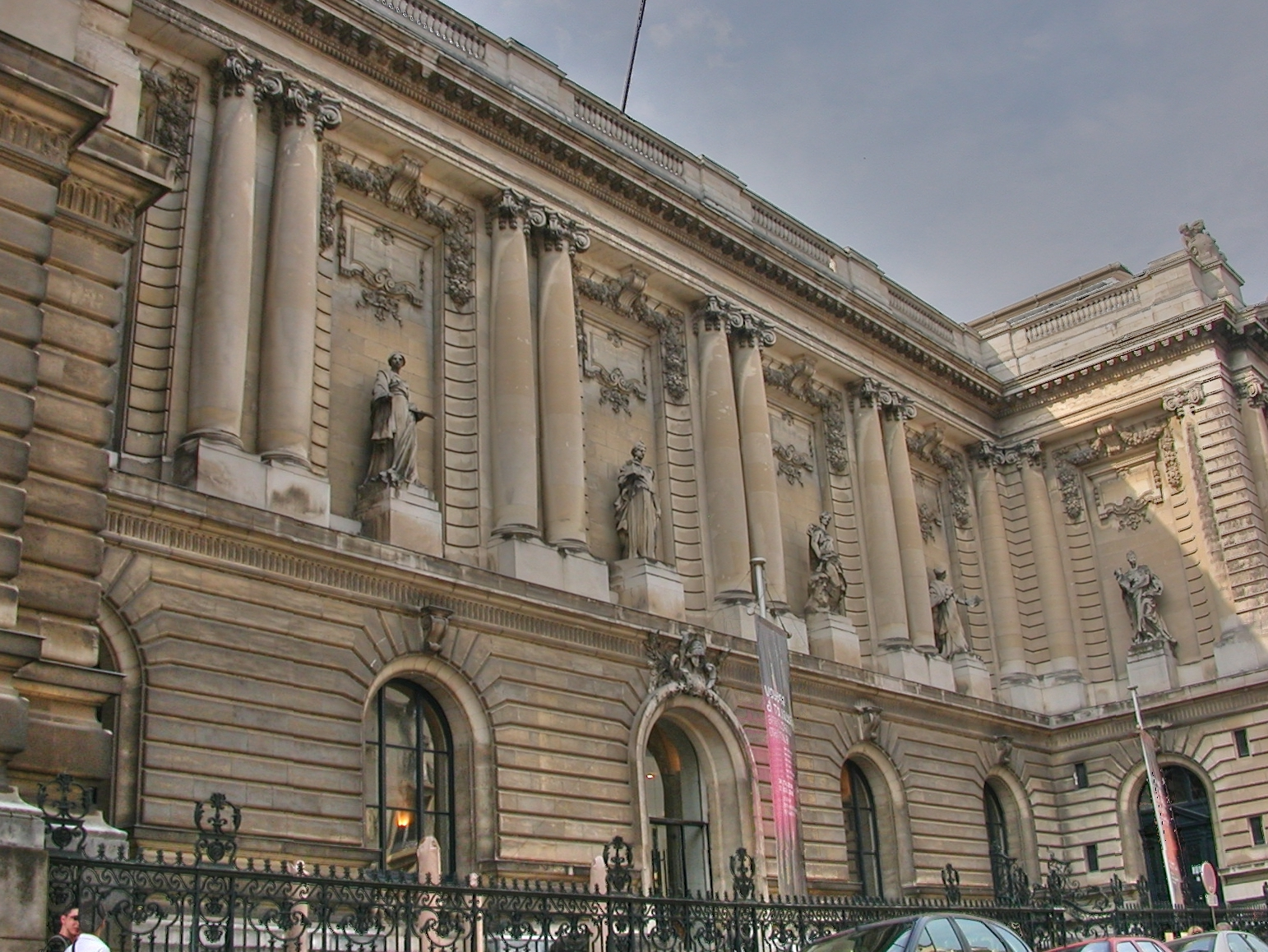
南特美術館

南特美術館(法語：Musée des Beaux-Arts de Nantes)是位於法國南特的一座美術館。

## 历史
美術創辦於1801年。在2013年，南特美術館完成了其的擴張工程。美術館收藏了13世紀至現代的美術品。

## 外部連結
- www.museedesbeauxarts.nantes.fr（页面存档备份，存于）